# Palacio de Deportes de la Comunidad de Madrid
Palacio de Deportes de la Comunidad de Madrid, (sinds november 2016 officieel WiZink Center) is een arena in Madrid, Spanje. Het gebouw biedt ruimte aan 15 duizend toeschouwers voor basketbal-wedstrijden, 14 duizend voor handbal-wedstrijden en 18 duizend toeschouwers tijdens concerten.
Het vorige gebouw, dat gebouwd werd in 1960, werd door een brand in 2001 verwoest. De architecten Enrique Hermoso en Paloma Huidobro ontwierpen een nieuwe arena op dezelfde plek in hightech-stijl. De nieuwe arena werd gebouwd tussen 2002 en 2005, en was daarna open voor bezoekers.

## Geschiedenis
Op de plek waar nu de arena staat, stonden vroeger boomgaarden. In 1872 kwam de toenmalige burgemeester, de graaf van Toreno, met plannen voor een plek waar stierengevechten konden worden gehouden, omdat de oude plek daarvoor werd gesloopt wegens nieuwbouw. Op 4 september 1874 werd het vierkante plein voor stierengevechten geopend.
Omdat de stad groeide en de vraag naar stierenvechten groot was in Madrid, werd het plein te klein. Daarom werd er een nieuwe arena gebouwd in 1931. Deze werd bijna 3 jaar niet gebruikt, de stierengevechten werden nog steeds op het vorige plein gehouden. De laatste stierengevechten op het oude plein werden op 14 oktober 1934 gehouden. Een week later, op 21 oktober, werd de nieuwe arena officieel ingehuldigd als Plaza de Las Ventas. Een paar dagen later werd het oude plein afgebroken.
In 1952 kwam burgemeester José María Gutiérrez met plannen voor een indoor-arena, zoals die ook al bestaat in andere hoofdsteden van Europa.

### Eerste arena
De plannen voor een arena waren: een rond gebouw van 115 meter doorsnede, gebouwd met gewapend beton en een metalen omhulsel. Geraamde kosten: 56 miljoen peseta. De capaciteit lag tussen de 10.000 en de 16.000 toeschouwers.
In 1960 werd de arena officieel in gebruik genomen. Negen jaar later, in 1969, werd de arena uitgebreid met basketbal-velden, een fietsparcours, een hockeyveld en een atletiekbaan. Het eigendomsrecht werd in 1985 overgedragen aan de Comunidad de Madrid, die voor een uitgebreide hervorming van het gebouw zorgde.
Op 28 juni 2001 raakte het gebouw ernstig beschadigd na een brand.

### Tweede arena
Na de brand, werd door de Comunidad de Madrid besloten om een nieuw gebouw te bouwen op de plek waar de eerste arena stond. Het gebouw, wat 124 miljoen euro kost, werd ontworpen door Enrique Hermoso en Paloma Huidobro.
De bouw begon op 20 februari 2002, en de arena werd op 16 februari 2005 geopend door de burgemeester en de president van de Comunidad de Madrid, Esperanza Aguirre.
Het aantal toeschouwers varieert zoals gewoonlijk per activiteit:
- Concerten: 15.500 toeschouwers
- Basketbal: 15.000 toeschouwers
- Handbal: 14.000 toeschouwers
- Atletiek: 10.000 toeschouwers

## Concerten
Verschillende artiesten en bands hebben hier de afgelopen jaren opgetreden:
- 1979: Bee Gees
- 1983: KISS
- 1985: Sting
- 1986: Elton John
- 1989: Paul McCartney
- 1990: Phil Collins, Luciano Pavarotti
- 1991: Gloria Estefan
- 1992: Nirvana
- 1993: Whitney Houston
- 1994: Nirvana
- 1997: Backstreet Boys. Laura Pausini
- 1998: Spice Girls
- 2000: Enrique Iglesias, AC/DC, Mariah Carey
- 2003: Shakira
- 2004: Anastacia
- 2005: Queen, Oasis
- 2006: The Who, Muse
- 2007: Beyoncé, Marilyn Manson, Bruce Springsteen, The Who, 50 Cent
- 2008: Alicia Keys, Backstreet Boys, Kylie Minogue, Coldplay
- 2009: The Killers, AC/DC, Oasis, Il Divo, Beyoncé, The Jonas Brothers, Slipknot, Metallica, Green Day, Katy Perry
- 2010: Miguel Bosé, Tokio Hotel, KISS, Shakira, Lady Gaga
- 2011: Taylor Swift, Roger Waters, Foo Fighters, Justin Bieber, Rihanna
- 2012: Laura Pausini, Jennifer Lopez, Muse
- 2013: Rammstein, Justin Bieber
- 2014: Ed Sheeran, OneRepublic, Enrique Iglesias

...